# アッタロス1世
アッタロス1世（古代ギリシア語: Άτταλος Α΄、ラテン文字転写：Attalos I、紀元前269年 - 紀元前197年）は、アッタロス朝（ペルガモン王国）の第2代国王（在位：紀元前241年 - 紀元前197年）。救済王（ソテル）と称した。

## 概要
父アッタロスはエウメネス1世の従兄弟、母はセレウコス朝の王女。エウメネス1世の跡継ぎとして幼少の頃から父に従軍。ガラティア人の攻撃を撃退し王位に就いた。当時セレウコス朝とは領土問題からたびたび戦争が発生していたが、紀元前226年までにアンティオコス・ヒエラックスを3度破り、アナトリア地方のほぼ全土を手中に収めた。この頃から王国の危機を救ったと自認し、ソテルと称するようになった。しかし征服したアナトリア地方は、紀元前222年までにほとんど全てがセレウコス朝に再奪還された。
西方では、マケドニア王国のピリッポス5世と領土問題で対立した。そのため、アイトリア人を援助した他、ローマと同盟を結び、マケドニアの背後を脅かした。ハンニバル率いるカルタゴをマケドニアが援助したことから第一次マケドニア戦争が始まると、同盟を理由に戦争に参加した。この戦争では大きな戦果をあげることが出来なかったが、続いて起こった第二次マケドニア戦争にも同様に参戦し、勝利を目前にしたところで病死した。
彼は文学、哲学、芸術などを奨励し、これは以後のペルガモン文化の礎となった。